# Сив Фридлейфсдоуттир
Бьёрг Сив Юлин Фридлейфсдоуттир (исл. Björg Siv Juhlin Friðleifsdóttir, род. 10 августа 1962, Осло, Норвегия) — исландский политик. Она наполовину норвежка и частично выросла в Норвегии, где почти каждое лето проводила рядом с Осло-фьордом со своими бабушкой и дедушкой. Она была членом альтинга от Прогрессивной партии по округу Рейкьянес с 1995 по 2003 год и представляла округ Юго-Западная Исландия с 2003 по 2013 год. С 2007 года она является председателем парламентской группы Прогрессивной партии, с 2006 по 2007 год была министром здравоохранения и социального обеспечения, с 1999 по 2004 год — министром окружающей среды и министром северного сотрудничества.
Одним из её заметных политических решений было запрещение деятельности стриптиз-клубов (и стриптизёрш) в Исландии. Это стало возможным благодаря тому, что парламент пытался разработать феминистскую политику. Секс-индустрия Исландии была закрыта феминистскими политиками 30 июля 2010 года. Согласно закону Сив, Исландия стала первой европейской страной, запретившей стриптиз-клубы.